# Мадлен Габсбург
Мадлен Австрійська (14 серпня 1532 Інсбрук — 10 вересня 1590 Галль-ін-Тіроль) з роду Габсбургів — співзасновниця і перша абатиса королівського монастиря Галль-ін-Тіроль. Шоста дитина і четверта дочка імператора Священної Римської імперії Фердинанда Ι. Вона є преподобною в католицькій церкві.

## Біографія
Мадлен Австрійська народилася в Інсбруку 14 серпня 1532 року шостою дитиною та четвертою донькою у багатодітній родині імператора Фердинанда I та Анни Богемської та Угорської, принцеси з дому Ягеллонів. По лінії батька ерцгерцогиня була онукою Філіппу I, королю Кастилії та герцогу Бургундії під ім'ям Філіпа IV та Хуані I, королеві Кастилії та Леона та королеві Арагона, інфанті з дому Трастамара. По лінії матері вона була онукою Владислава II, короля Чехії та Угорщини та Анни де Фуа, пані з дому Фуа.
Разом із молодшою сестрою Маргаритою, Магдалина висловила бажання залишитися неодруженою і заснувати монастир для аристократок і простолюдинок, які прагнули благочестивого життя поза межами світу. Батько був проти рішення доньок. Незабаром до Магдалини та Маргарити приєдналася їхня молодша сестра Олена, для якої через слабке здоров'я шлюб здавався неможливим. Три сестри утворили при дворі благочестиву громаду, в якій трудилися за складеними для них духовниками правилами.
У 1564 році, після смерті батька, Магдалина принесла довічну обітницю цноти. До кінця життя вона не знімала жалобу. Нарешті, разом із сестрою Оленою (сестра Маргарита померла незадовго до цієї події) вона заснувала королівський монастир у Галль-ін-Тіролі, де навколо неї зібралися однодумці з дворянського стану. Вона була обрана ними абатисою. Духовниками чернечої громади стали єзуїти. 
У 1567 році Магдалина Австрійська розпочала будівництво базиліки в ім'я Святішого Серця Ісуса, але не дожила до завершення будівельних робіт. Після нетривалої хвороби вона померла в оточенні сподвижниць, що шанували її. У 1610 році останки ерцгерцогині перенесли з крипти монастирської церкви до церкви єзуїтів у Халль-ін-Тіролі.

## Шанування
Кауза Магдалини була офіційно відкрита 23 серпня 1905 року, надавши їй титул Слуги Божої. Її духовні твори були схвалені теологами 10 червня 1914 р. Пізніше їй було присвоєно титул преподобної.